# Осколково (Стародубский район)
Осколково — село Стародубского района Брянской области России. Входит в составе Запольскохалеевичского сельского поселения.
Относится к территориям радиоактивного загрязнения, категория «Зона проживания с льготным социально-экономическим статусом».

## География
Расположено на ручье Катовка (бассейн реки Вабля), в 9 км к северу от г. Стародуба.
Высота центра селения над уровнем моря — 190 м.

## История
Первое упоминание — 1632 год как существующее село с храмом Св. Михаила (не сохранился).
Со 2 половины XVII в. по 1781 входило в Мглинскую сотню Стародубского полка. С 1782 по 1922 в Мглинском уезде (с 1861 — в составе Шумаровской волости). С 1922 в Почепском уезде (Шумаровская волость). С 1927 в Мглинской волости Клинцовского уезда. С 1929 в Мглинском районе.

## Население
| 2010 | 2013 |
| ---- | ---- |
| 88   | ↘87  |

## Инфраструктура
Было развито коллективное хозяйство (колхозы «Большевик», им. Будённого; позднее совхоз «Осколковский»).
Действуют отделения связи 243236. Действовала библиотека, средняя школа, участковая больница.

## Транспорт
Рядом с селом проходят автодорога и железнодорожная ветка, связывающие Стародуб с Унечой.